# Euphorbia major
Euphorbia major es una especie fanerógama perteneciente a la familia de las euforbiáceas. Es endémica de Etiopía y Somalía.

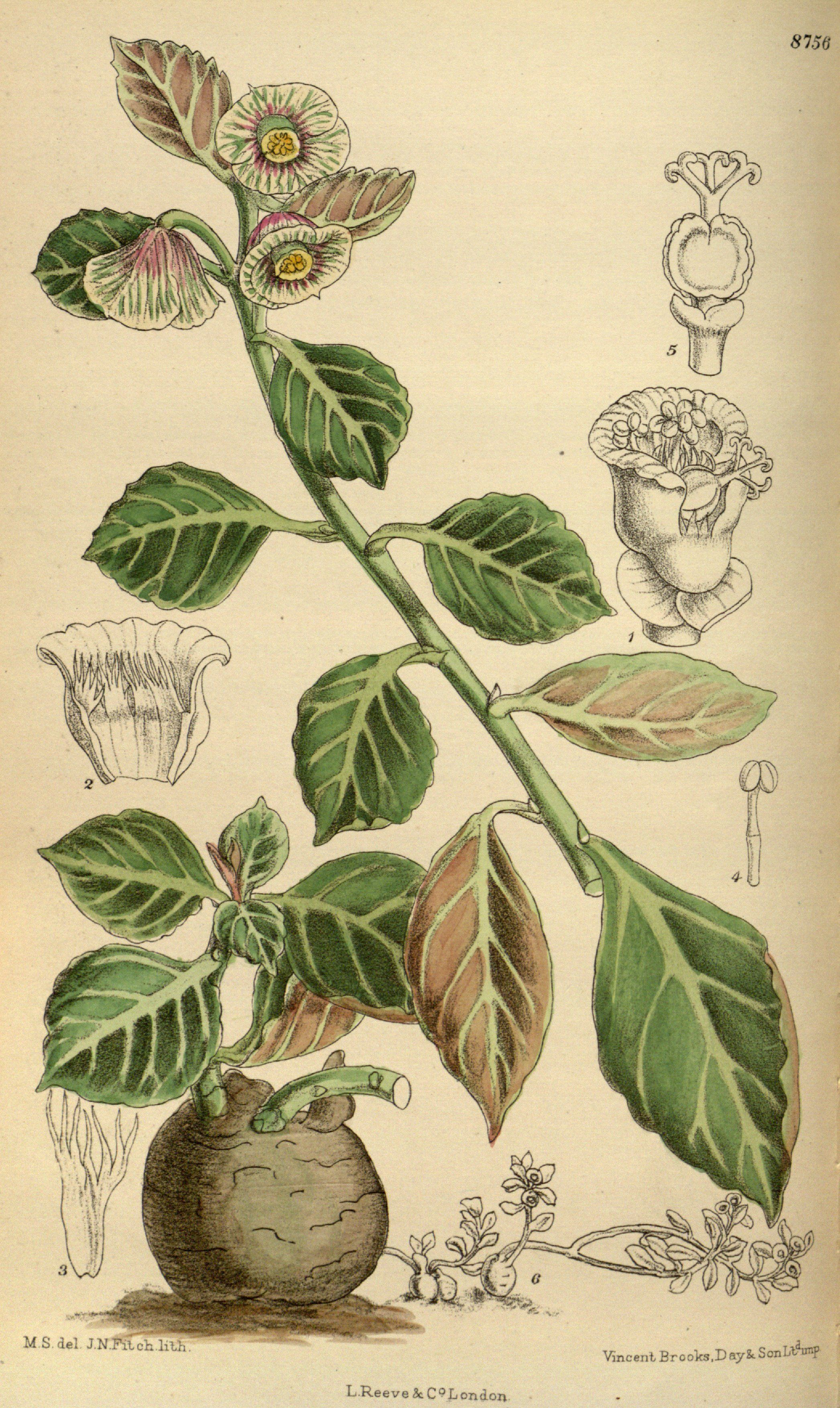
Ilustración

## Descripción
Es una planta suculenta con grandes raíces carnosas, tuberosas, negruzcas; con un tamaño de 10-30 cm de altura. Hojas sésiles, obovadas a oblanceoladas, de 2-6 x 1,5-4 cm, apiculadas carnosas,  de color verde oscuro, con vetas más pálidas, o con frecuencia enrojecida púrpura, por lo general minuciosamente pubérulas, estípulas glandulares. Las inflorescencias en cimas sobre pedúnculos de 2-3 cm de largo. Cápsula con semillas oblongas.

## Taxonomía
Euphorbia major fue descrita por (Pax) Bruyns y publicado en Euphorbia World 3: 5. 2007.
Etimología
Euphorbia: nombre genérico que deriva del médico griego del rey Juba II de Mauritania (52 a 50 a. C. - 23), Euphorbus, en su honor – o en alusión a su gran vientre –  ya que usaba médicamente Euphorbia resinifera. En 1753 Carlos Linneo asignó el nombre a todo el género.
major: epíteto latín que significa "mayor, el más grande".
Sinonimia
- Lortia major Pax (1903)
- Monadenium majus (Pax) N.E.Br. in D.Oliver & auct. suc. (eds.) (1911)
- Lortia erubescens Rendle (1898)
- Monadenium erubescens (Rendle) N.E.Br. in D.Oliver & auct. suc. (eds.), (1911)
- Euphorbia neoerubescens Bruyns (2006)[5][6]